# Maud de Clare († nach 1220)
Maud de Clare (auch Matilda de Clare; † nach 1220) war eine englische Adlige. Sie entstammte der anglonormannischen Familie Clare und war eine jüngere Tochter von Richard de Clare, 3. Earl of Hertford, und von Amicia FitzWilliam of Gloucester. 

## Leben
Um 1197 heiratete sie William de Braose, den ältesten Sohn des mächtigen Marcher Lord William de Braose, 4. Lord of Bramber und von Maud de St Valery. 1208 verdächtigte König Johann Ohneland ihren Schwiegervater des Verrats und trieb ihn so tatsächlich zur Rebellion. Die Familie flüchtete zunächst nach Irland. Als König Johann sie auch in Irland verfolgte, flüchtete sie mit ihrem Mann und dessen Mutter nach Schottland. In Galloway wurden sie von Duncan of Carrick gefangen genommen und nach Carrickfergus an König Johann ausgeliefert. Ihr Mann und ihre Schwiegermutter starben 1210 im Kerker von Corfe oder Windsor Castle, vermutlich ließ sie der König verhungern. Ihre Kinder blieben bis 1218 in Haft, Maud selbst wurde wahrscheinlich in Corfe Castle inhaftiert und 1213 ihrem Vater übergeben. Das Erbe ihres Schwiegervaters, der 1211 im Exil gestorben war, trat schließlich dessen jüngerer Sohn Reginald de Braose an. 1219 versuchte Maud, für ihre Kinder von Reginald die Herausgabe der Besitzungen der Familie Braose zu erreichen. Reginald musste ihrem ältesten Sohn John schließlich den Besitz von Gower sowie Bramber zugestehen, während Brecknockshire, Abergavenny, Builth und Radnorshire in seinem Besitz blieben.
Maud heiratete um 1219 in zweiter Ehe den walisischen Lord Rhys Gryg, der Herr von Ystrad Tywi in Südwestwales. Die Ehe wurde wahrscheinlich von ihrem Bruder Gilbert arrangiert, der 1217 Glamorgan in Südostwales geerbt hatte. Ihr weiteres Schicksal ist unbekannt.

## Nachkommen
Aus ihrer Ehe mit William de Braose hatte sie mehrere Kinder, darunter:
- John de Braose, (1197/98–1232), 8. Lord of Bramber
- Giles de Braose († um 1218)
- Philip de Braose († vor 1220)
- Walter de Braose (um 1206–um 1234)

Aus ihrer Ehe mit Rhys Gryg hatte sie vermutlich mindestens einen Sohn:
- Maredudd ap Rhys († 1271)